# هرم مدفون

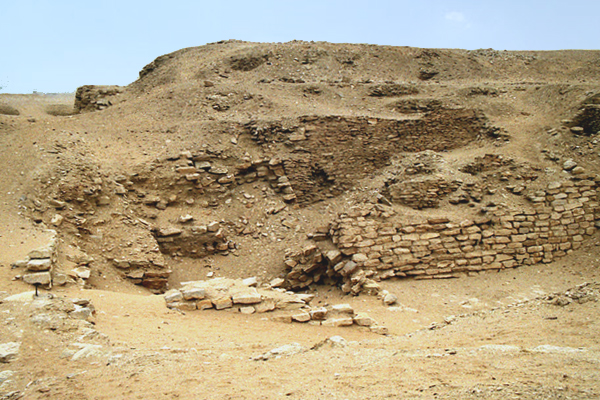
ویرانه‌های هرم مدفون

مجموعه آرامگاه سخم‌خت سازه‌ای آرامگاهی از مصر باستان است که در دوران فرعون سخم‌خت از دودمان سوم ساخته شد. این مجموعه در جنوب غربی هرم اوناس و هرم جوزر قرار دارد.
این هرم ناتمام دارای زیربنایی مستطیلی‌شکل است و در هنگام آغاز ساخت طرحی به بزرگی هرم جوزر داشته است و می‌توانسته بزرگتر از هرم پلکانی شاه جوزر شود، با این حال به دلیل مرگ شاه نیمه‌کاره رها شد.
هرم در سال ۱۹۵۱ شناسایی شد و توسط زکریا غنیم کاوش یافت. پس از مرگ این مصرشناس، کاوش‌ها دوباره در سال ۱۹۶۳ از سوی ژان فیلیپ لوئر پیگیری شدند.